# Leigh Creek
Leigh Creek – miasto w Australii, w stanie Australia Południowa.